# Mithauserei
Die Mithauserei ist eine Organisationsform des bäuerlichen Zusammenlebens, die beispielsweise in Osttirol bis in die frühe Neuzeit und vereinzelt sogar bis ins 19. Jahrhundert bestand.
Bei der Mithauserei war es üblich, dass nur der Familienverband über Eigentum verfügte, nicht jedoch die einzelnen Familienmitglieder. Der Vater ernannte einen seiner Söhne zum „Vorhauser“ oder Bauern, der das Familienvermögen verwaltete. Die übrigen Bewohner waren die „Mithäuser“.
Zur Großfamilie zählten neben den Eltern und Kindern auch die verheirateten Söhne und gegebenenfalls deren Söhne. Der Familienverband konnte durch das Heiratsalter und die Heiratshäufigkeit die Geburtenrate regulieren, da für die Ernährung nur ein beschränkter landwirtschaftlicher Raum zur Verfügung stand. In der Folge blieben viele Menschen beiderlei Geschlechts ledig.

## Quelle
- Diether Stonjek: Sozialökonomische Wandlung und Siedlungslandschaft eines Alpentales. Innerstes Defereggen in Osttirol. Münster 1971